# الاشتراكية في اليونان
تحظى الاشتراكية في اليونان بتاريخ مميز، إذ يوجد العديد من الناشطين، والسياسيين، والأحزاب السياسية التي تعتبر نفسها اشتراكية. بدأ تشكّل الحركات الاشتراكية في اليونان مع بدايات القرن العشرين، بما في ذلك الحزب الشيوعي اليوناني (1920 للوقت الحاضر)، والحزب الاشتراكي اليوناني (1920 – 1953)، والحركة الاشتراكية اليونانية. كما تنتشر الأيديولوجية الاشتراكية ضمن حزب سيريزا السياسي الذي يمثّل حاليًا المعارضة في اليونان، والذي يُعرف كذلك باسم ائتلاف اليسار الراديكالي.

## التاريخ
في العام 1974، ظهرت الحركة الاشتراكية اليونانية بعد سقوط نظام الديكتاتورية العسكرية، وكان أندرياس باباندريو زعيم الحزب. قدّمت الحركة الاشتراكية اليونانية نفسها بوصفها حزبًا يمثل التغيير الاجتماعي والسياسي، وباختلافها عن الأحزاب اليمينية واليسارية التقليدية. في غضون ذلك الوقت، عاد حزب الديمقراطية الجديدة السياسي إلى الحكم، وشغل قسطنطين كرامنليس منصب رئيس الوزراء من العام 1974 حتى 1980. في العام 1977، شهدت السياسة في اليونان تحولًا نحو اليسار، فقد اكتسب حزب الحركة الاشتراكية اليونانية شعبية، وأحرز 25.2% من الأصوات وكسب 93 مقعدًا في البرلمان.
بعد انتخابات العام 1981، أصبح حزب الحركة الاشتراكية اليونانية أول حزب اشتراكي يساري يحكم اليونان، بعد تغلّبه على حزب الديمقراطية الجديدة. واجهت الحكومة السابقة لحزب الديمقراطية الجديدة عدة تعقيدات اقتصادية وإدارية أفضت إلى شعورٍ بالاستياء العام في أوساط مختلف الفئات الاجتماعية. شددت الحملة الانتخابية لحزب الحركة الاشتراكية اليونانية على أهمية مساعدة الأفراد «المحرومين»، والذين يشكّلون شريحة كبيرة من اليونانيين، مما أكسب الحزب شعبية كبيرة. في العام 1981، أصبح الحزب الشيوعي اليوناني ثالث أكبر حزب في البلاد، وسعى إلى تمثيل أيديولوجية اليسار المتطرف التقليدية. في العام 1982، ارتفع عدد أعضاء حزب الحركة الاشتراكية اليونانية من 60,000 عضوًا خلال فترة رئاسته الأولى للحكومة إلى أكثر من 200,000 في العام 1982. أسند حزب الحركة الاشتراكية اليونانية المزيد من المسؤوليات للحكومة المحلية وعمِد إلى «توسيع خدماتها بشكل كبير»، لتصبح مسؤولة عن إدارة النفايات وإنتاج الطاقة المتجددة.
في العام 1993، فاز حزب الحركة الاشتراكية اليونانية في الانتخابات مرة أخرى، واستعاد باباندريو السلطةَ للجناح اليساري. اتُهم باباندريو بالمحسوبية، وتعرّض لانتقادات بسبب توظيفه أفراد عائلته، إذ منح زوجته ديميترا لياني باباندريو منصب مديرة مكتبه السياسي الخاص. بعد ثلاث سنوات، حل كوستاس سيميتيس محل أندرياس باباندريو قائدًا لحزب الحركة الاشتراكية اليونانية بعد دخول باباندريو إلى المشفى بسبب أمراض القلب. حدّث سيميتيس حزب الحركة الاشتراكية اليونانية، وحوّله من حزب اشتراكي ديمقراطي إلى واحدٍ من نماذج الأحزاب النيوليبرالية. ثم غُيّرت هذه القيم والاستراتيجيات الجديدة بسبب أزمة الدين الحكومي اليوناني خلال العام 2010.
في العام 2000، أجرى الاشتراكي البارز جورج باباندريو زيارة إلى تركيا بوصفه أول وزير خارجية يوناني يزورها منذ 40 عامًا. تمثّل هدف الزيارة في استعادة السلام السياسي بين تركيا واليونان. في العام 2004، استقال كوستاس سيميتيس من منصب زعيم حزب الحركة الاشتراكية اليونانية، وحلّ محلّه جورج باباندريو، ابن أندرياس باباندريو. بالرغم من تغيير القيادة، فقد فاز حزب الديمقراطية الجديدة في انتخابات مارس من ذلك العام. في العام 2004 تشكّل الحزب الاشتراكي الديمقراطي «سيريزا» بقيادة أليكوس ألافانوس.
في العام 2005، عقد الحزب الشيوعي اليوناني مؤتمره السابع عشر، وفيه ناقش أهمية «الحركة العمالية». بعد ثلاث سنوات، احتفل الاشتراكيون اليونانيون والشيوعيون من جميع أنحاء العالم بالذكرى التسعين لتأسيس الحزب الشيوعي اليوناني، وأقيمت فعاليات الاحتفال في أستراليا بما في ذلك الاحتفال في قاعة جمعية الرعاية اليونانية-الأسترالية. في العام 2008، أصبح أليكسيس تسيبراس، الذي يعرّف نفسه بوصفه اشتراكيًا ديمقراطيًا، أصبح زعيم حزب سيريزا. ثم فاز حزب سيريزا في انتخابات العام 2015 بـ145 مقعدًا في البرلمان اليوناني، أي أقل بأربعة مقاعد من الانتخابات السابقة.
في العام 2019، فاز حزب سيريزا «بالتصويت على الثقة» في البرلمان اليوناني لعقد الانتخابات التالية في أواخر مايو 2019. حافظ رئيس الوزراء أليكسيس تسيبراس على 153 صوتًا. في أواخر مايو، دعا تسيبراس إلى عقد انتخابات مبكرة في يونيو 2019 بعد خسارته أمام حزب الديمقراطية الجديدة في الانتخابات البرلمانية الأوروبية.

## الأيديولوجيا
غالبًا ما تبنّت الاشتراكية في اليونان مفاهيمَ مثل مناهضة المؤسسة، والمساواة بين الجنسين، والشيوعية، والتقدمية الاجتماعية. كما وُجدت حالة من «الازدواجية» للأيديولوجيا في الأحزاب الاشتراكية، إذ يركز الحزب الشيوعي اليوناني على المثل العليا "المؤيدة للسوفييتية التقليدية"، في حين اعتبرت الأحزاب الأخرى نفسها إصلاحية أكثر منها شيوعية مميزة. من ناحية تاريخية، ارتبطت السياسة اليسارية في اليونان إلى حد بعيد بالأيديولوجية الشيوعية، وما يزال هذا هو الحال في الوقت الحالي. دفع «صدى الأفكار الشيوعية» بعض المجموعات الاجتماعية في اليونان إلى إنشاء منظمات اشتراكية مثل حزب العمال الاشتراكي اليوناني، الذي تأسس في العام 1971. في أواخر السبعينيات من القرن العشرين، تبنّى الحزب الشيوعي اليوناني الأيديولوجية «الماركسية اللينينية المتشددة»، واتبع أيديولوجية داعمةً الاتحاد السوفيتي ومعارِضة لعضوية اليونان في حلف شمال الأطلسي.
كما حضرت الأيديولوجية الاشتراكية في صفوف حزب الحركة الاشتراكية اليونانية السياسي، إذ ركز بشكل تقليدي على تمثيل النقابات العمالية. في الوقت الحالي تتجلى الأيديولوجيات الاشتراكية للتقدم الاقتصادي داخل الحزب السياسي سيريزا، ائتلاف اليسار الراديكالي. أظهرت مقابلة مع نائب سياسي من سيريزا يُدعى باناغيوتيس بانتوس أن الحزب داعم نشِط لحقوق المثليين، والحق في طلب اللجوء والهجرة. خلال ذروة الركود الاقتصادي في اليونان، وعد حزب سيريزا «بوقف إجراءات التقشف وإعادة التفاوض بخصوص ديون اليونان»، ونتيجة لذلك، فاز الحزب في انتخابات العام 2015. في أوائل العام 2019، كشف حزب سيريزا أن الحكومة ستقدم مجموعة من الإعانات النقدية بسبب الآثار السلبية المستمرة لأزمة الدين الحكومي اليوناني. اعتقد رئيس الوزراء، أليكسيس تسيبراس، أن هذه الإعانات من شأنها مساعدة الأفراد الذين عانوا أكثر من غيرهم خلال الانكماش الاقتصادي وأنها تقلل كذلك من مكانة حزب الديمقراطية الجديدة في استطلاعات الرأي.

## الأحزاب والمنظمات السياسية
| الاسم                               | الأيديولوجيا                                    | نبذة |
| حزب العمال الاشتراكي اليوناني       | الاشتراكية الثورية التروتسكية الجديدة           | تأسس حزب العمال الاشتراكي اليوناني (كما كان يُعرف سابقًا حتى العام 1924) بالاستناد إلى الأيديولوجيات الشيوعية و«النضالات النقابية الأولى للطبقة العاملة». |
| الحزب الشيوعي اليوناني              | الماركسية اللينينية الشيوعية الاشتراكية الثورية | تأسس الحزب الشيوعي اليوناني في العام 1918 في أعقاب الثورة الاشتراكية في روسيا. بعد الحرب الأهلية اليونانية في العام 1947، حُظر الحزب. ونتيجة لذلك، أصبح العديد من أعضاء الحزب الشيوعي اليوناني «منتشرين في جميع أنحاء الكتلة السوفييتية». بعد سقوط نظام الديكتاتورية العسكرية، أصبح الحزب الشيوعي قانونيًا مرة أخرى، وسُمح له بالترشح في الانتخابات. |
| الحركة الاشتراكية اليونانية (باسوك) | الاشتراكية الديمقراطية                          | أسسه أندرياس باباندريو في العام 1974 بعد سقوط نظام الديكتاتورية العسكرية في اليونان. كان أول حزب يساري تقليدي في اليونان يهزم حزب الديمقراطية الجديدة في انتخابات العام 1981. في العام 2009، نجح حزب الحركة الاشتراكية اليونانية في الحصول على 44% من الأصوات في البرلمان اليوناني. بالرغم من ذلك، انخفض هذا الرقم إلى 5% في العام 2015.          |